# Фусленд (Іллінойс)
Фусленд (англ. Foosland) — селище (англ. village) в США, в окрузі Шампейн штату Іллінойс. Населення — 75 осіб (2020).

## Географія
Фусленд розташований за координатами 40°21′40″ пн. ш. 88°25′45″ зх. д. / 40.36111° пн. ш. 88.42917° зх. д. (40.361122, -88.429175).  За даними Бюро перепису населення США в 2010 році селище мало площу 0,18 км², уся площа — суходіл.

## Демографія
Згідно з переписом 2010 року, у селищі мешкала 101 особа в 41 домогосподарстві у складі 26 родин. Густота населення становила 546 осіб/км².  Було 50 помешкань (270/км²).
Расовий склад населення:
| - 98,0 % — білих - 1,0 % — чорних або афроамериканців |

До двох чи більше рас належало 1,0 %. Частка іспаномовних становила 1,0 % від усіх жителів.
За віковим діапазоном населення розподілялося таким чином: 23,8 % — особи молодші 18 років, 60,4 % — особи у віці 18—64 років, 15,8 % — особи у віці 65 років та старші. Медіана віку мешканця становила 37,5 року. На 100 осіб жіночої статі у селищі припадало 106,1 чоловіків;  на 100 жінок у віці від 18 років та старших — 108,1 чоловіків також старших 18 років.
Середній дохід на одне домашнє господарство  становив 43 850 доларів США (медіана — 38 750), а середній дохід на одну сім'ю — 47 319 доларів (медіана — 41 500). Медіана доходів становила 47 500 доларів для чоловіків та 21 071 долар для жінок. 
Цивільне працевлаштоване населення становило 42 особи. Основні галузі зайнятості: роздрібна торгівля — 31,0 %, виробництво — 19,0 %, мистецтво, розваги та відпочинок — 11,9 %, сільське господарство, лісництво, риболовля — 11,9 %.